# 圣福尔热
圣福尔热（法語：Saint-Forgeux，法語發音：[sɛ̃ fɔʁʒø]）是法国罗讷省的一个市镇，属于索恩河畔自由城区。

## 地理
圣福尔热（45°51'32"N, 4°28'29"E）面积22.27 平方千米，位于法国奥弗涅-罗讷-阿尔卑斯大区罗讷省，该省份为法国中东部省份，北起顺时针与索恩-卢瓦尔省、安省、里昂大都会、伊泽尔省和卢瓦尔省接壤。
与圣福尔热接壤的市镇（或旧市镇、城区）包括：塔拉尔、阿富、昂西、蒙特罗捷、圣马塞尔莱克莱雷、圣罗曼德波佩、蒂尔迪讷河畔万德里。

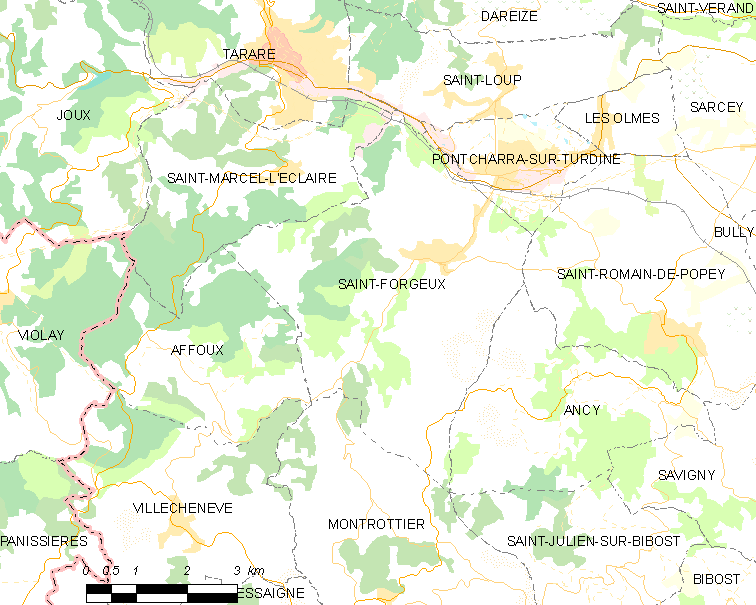
圣福尔热的OSM定位图

圣福尔热的时区为UTC+01:00、UTC+02:00（夏令时）。

## 行政
圣福尔热的邮政编码为69490，INSEE市镇编码为69200。

## 政治
圣福尔热所属的省级选区为塔拉尔县。

## 人口

1962-2008年间圣福尔热人口变化图示

圣福尔热于2022年1月1日时的人口数量为1538人。